# ハルシメジ (アルバム)
「ハルシメジ」は、フォークデュオさくらしめじの初のフルアルバム。2018年4月4日に発売された。

## 概要
前年3月発売の『さくら〆じ』から約1年ぶりのアルバムで、フルアルバムとしては初となる。
CDのみの通常盤の他、2017年12月9日にマイナビBLITZ赤坂で行われた「菌育 in the 家（はうす）スペシャル！」の映像を収録したDVDを含むCD&DVD盤と、リリースイベント会場限定のイベント盤が発売された。
2曲目に収録の『あやまリズム』は同名シングルの表題曲と同じ曲だが、アレンジと曲終盤のセリフ部分が新しくなっている。

## 収録曲
| #         | タイトル                           | 作詞                   | 作曲         | 編曲                 | 時間  |
| --------- | ---------------------------------- | ---------------------- | ------------ | -------------------- | ----- |
| 1.        | 「スタートダッシュ」               | 鈴木裕哉、さくらしめじ | 鈴木裕哉     | 中村瑛彦             | 5:01  |
| 2.        | 「あやまリズム（ハルシメジver.）」 | 中村瑛彦               | 中村瑛彦     | 中村瑛彦             | 4:39  |
| 3.        | 「靴底メモリー」                   | さくらしめじ           | 伊藤一朗     | 中村康就             | 3:37  |
| 4.        | 「菌カツ！」                       | さくらしめじ           | さくらしめじ | 大沢圭一             | 3:31  |
| 5.        | 「かぜだより」                     | 青木健                 | 青木健       | 青木健               | 4:38  |
| 6.        | 「ねこの16ビート」                 | 園田健太郎             | 園田健太郎   | 園田健太郎           | 4:03  |
| 7.        | 「夕空小道」                       | 高田彪我               | 永塚健登     | 大沢圭一             | 6:06  |
| 8.        | 「でぃすとーしょん」               | 田中雅功               | キタニタツヤ | キタニタツヤ         | 3:53  |
| 9.        | 「朝が来る前に」                   | キタニタツヤ           | キタニタツヤ | 島崎貴光             | 5:01  |
| 10.       | 「えそらごと」                     | 磯貝マナト             | 磯貝マナト   | 太田貴之、園田健太郎 | 4:24  |
| 11.       | 「おもいでくれよん」               | さくらしめじ           | さくらしめじ | さくらしめじ         | 4:24  |
| 合計時間: | 合計時間:                          | 合計時間:              | 合計時間:    | 合計時間:            | 49:17 |